# Кікоть Андрій Іванович
Андрій Іванович Кікоть (27 листопада 1929, с. Кам'янка — 13 жовтня 1975, Київ) — український оперний та концертний співак (бас). Народний артист УРСР (1967).

## Життєпис
Народився 27 листопада 1929 року в с. Кам'янка (тепер Диканського р-ну Полтавської області).
Вокальну освіту здобув у Київській консерваторії (1953—1959) клас І. Паторжинського. У 1959—1975 роках був солістом Київського театру опери та балету. У 1967 році отримав звання Народний артист УРСР.
Двоюрідний дядько актора та співака Василя Голуба (нар. 1946).
Помер від серцевого нападу на 46-му році життя 13 жовтня 1975 року. Похований на Байковому кладовищі.

## Нагороди
Лауреат VI Всесвітнього фестивалю молоді і студентів у Москві (1957, золота медаль), Міжнародного конкурсу вокалістів у Тулузі (1958, III премія).

## Партії

Могила Андрія Кікотя

- Карась («Запорожець за Дунаєм» С. Гулака-Артемовського)
- Тарас («Тарас Бульба» М. Лисенка)
- Кривоніс («Богдан Хмельницький» К. Данькевича)
- Дід Іван («Тарас Шевченко» Г. Майбороди)
- Генерал («Арсенал» Г. Майбороди)
- Устим Мамай («Мамаї» В. Губаренка)
- Гремін («Євгеній Онєгін» П. Чайковського)
- Рене («Іоланта» П. Чайковського)
- Кочубей («Мазепа» П. Чайковського)
- Кончак («Князь Ігор» О. Бородіна)
- Борис («Борис Годунов»  М. Мусоргського)
- Іван Хованський («Хованщина» М. Мусоргського)
- Зарастро («Чарівна флейта» В. Моцарта)
- Марсель («Гугеноти» Дж. Мейєрбера)
- Нілаканта («Лакме» Л. Деліба)

Провадив також концертну діяльність.